# Josy Kraus
Pour les articles homonymes, voir Kraus.
Josy Kraus, né le 11 décembre 1908 à Grevenmacher et mort le 9 décembre 2001 à Bettembourg, est un coureur cycliste luxembourgeois.

## Palmarès
- 1928
  -  Champion du Luxembourg de cyclo-cross
- 1929
  - 2e du championnat du Luxembourg de cyclo-cross
  - 3e du championnat du Luxembourg sur route indépendants
- 1930
  -  Champion du Luxembourg de cyclo-cross
  - 2e du Grand Prix François-Faber
- 1931
  -  Champion du Luxembourg de cyclo-cross
  -  Champion du Luxembourg sur route indépendants
  - Tour de Lorraine
  - Paris-Houlgate
- 1932
  -  Champion du Luxembourg sur route indépendants
  - Strasbourg-Metz
  - Bruxelles-Anseremme
  - Colmar-Strasbourg
  - Tour de Cologne amateurs
  - 2e du Circuit des Trois Frontières
- 1933
  -  Champion du Luxembourg sur route indépendants
  - Circuit de la Sarre
- 1934
  -  Champion du Luxembourg sur route indépendants
  - Grand Prix de L'Exposition
  - Circuit de la Thiérache
- 1935
  - Nancy-Verdun-Nancy
- 1943
  - 2e de la Coupe d'Or
  - 2e du Grand Prix du Luxembourg
  - 3e du Grand Prix d'Automne
- 1944
  - 2e du Grand Prix du Luxembourg

### Résultats sur le Tour de France
1 participation
- 1936 : abandon (5e étape)